# August Ansorge
August Ansorge (23. listopadu 1851 Heřmánkovice – 2. dubna 1932 Heřmánkovice) byl rakouský a český politik německé národnosti, na počátku 20. století poslanec Českého zemského sněmu a poslanec Říšské rady.

## Biografie
Profesí byl zemědělcem. Vystudoval obecnou školu a po několik let prodělával soukromé vyučování. Veřejně a politicky se angažoval. Byl členem okresního zastupitelstva a členem výboru německé sekce zemské zemědělské rady.
Počátkem 20. století se zapojil i do zemské politiky. Ve volbách v roce 1901 byl zvolen v kurii venkovských obcí (volební obvod Broumov) do Českého zemského sněmu. Politicky patřil k všeněmcům. Mandát obhájil ve volbách v roce 1908, nyní jako člen Německé agrární strany.
Ve volbách roku 1907 se stal poslancem Říšské rady (celostátní zákonodárný sbor), za volební obvod Čechy 128. Byl členem parlamentní frakce Německý národní svaz, v jejímž rámci zastupoval Německou agrární stranu. Mandát obhájil za stejný obvod ve volbách roku 1911.
Po válce zasedal v letech 1918–1919 jako poslanec Provizorního národního shromáždění Německého Rakouska (Provisorische Nationalversammlung).